# Río Mulatos (Kolumbien)
Der Río Mulatos ist ein etwa 175 km langer Zufluss des Karibischen Meeres im Nordwesten von Kolumbien.

## Flusslauf
Der Río Mulatos entspringt in der Serranía de Abibe auf einer Höhe von etwa 600 m, 14 km östlich der Stadt Apartadó. Er fließt in überwiegend nördlicher Richtung durch das Departamento de Antioquia. Bei Flusskilometer 90 durchschneidet er einen niedrigen Höhenrücken und wendet sich im Anschluss auf einer Strecke von 30 km nach Westen, bevor er auf den letzten 50 Kilometern in nordnordwestlicher Richtung zum Meer fließt. Nahe der Mündung liegt die Ortschaft Mulatos. Der Fluss weist im Mittel- und Unterlauf ein stark mäandrierendes Verhalten mit zahlreichen Flussschlingen und Altarmen auf.

## Hydrologie
Das Einzugsgebiet umfasst ungefähr 1400 km². Der mittlere Abfluss beträgt 10,5 m³/s.